# Porcelaine carte
Leporicypraea mappa
Espèce
Synonymes
- Cypraea mappa  Linnaeus, 1758

Répartition géographique
La Porcelaine carte (Leporicypraea mappa) est une espèce de mollusques gastéropodes. C'est une espèce commune.

## Biologie Marine
- Répartition : océan Indien et ouest de l'océan Pacifique.
- Taille : 5 à 9 cm.

Ce coquillage présente au dos un joli dessin avec une bande blanche prolongée de ramifications qui rappelle une carte géographique d'où son nom.

## Philatélie
Ce coquillage figure sur une émission de la poste aérienne de la Nouvelle-Calédonie de 1970 (valeur faciale : 60 F).